# Aéroport international de Bâle-Mulhouse
L'aéroport international de Bâle-Mulhouse, de son nom commercial EuroAirport Basel-Mulhouse-Freiburg (code IATA : BSL / MLH / EAP • code OACI : LFSB), est un aéroport international franco-suisse-allemand situé en territoire français, sur les communes alsaciennes de Saint-Louis, Hésingue et Blotzheim, près du tripoint entre la France, la Suisse, et l'Allemagne. 
Desservant la RegioTriRhena, dont font partie Bâle, Mulhouse et Fribourg-en-Brisgau, il est le seul aéroport au monde « binational », impliquant une partie suisse et une partie française.
Avec plus de 8 millions de passagers en 2023, c'est l'aéroport le plus important du Grand Est, le sixième aéroport français, et le troisième des trois aéroports nationaux de Suisse après Zurich et Genève (90 % des vols passagers au départ ou à l'arrivée de l'aéroport circulent sous droits de trafic suisse, pour le fret, ce chiffre représente 99 %). 
Principale base de la compagnie TUI fly et la deuxième plus grande d'EasyJet Switzerland, après Genève, il dessert essentiellement l'Europe et le bassin méditerranéen, et quelques autres destinations internationales.

## Histoire

### Genèse du projet et construction
Dans les années 1930, il apparaît aux autorités suisses que l'aérodrome de Bâle-Sternenfeld devient trop petit en raison de la hausse du trafic aérien et l'apparition d'appareils plus gros. Il est alors envisagé de construire un aéroport à cheval sur la frontière franco-suisse, sur les communes d'Allschwil en Suisse et Bourgfelden en France, mais le projet est abandonné en raison de la Seconde Guerre mondiale. Dès le conflit terminé, la France réserve l'emprise actuelle de l'aéroport, à charge de la Suisse de construire les infrastructures. Les travaux débutent avant la signature de l'accord et après deux mois, l'aéroport est inauguré le 8 mai 1946. Entre-temps, le premier appareil se pose sur les pistes le 2 mai. La Convention internationale est finalement signée à Berne le 4 juillet 1949.
Des travaux d'agrandissement sont entrepris, notamment avec la construction de la route douanière en 1952, la construction de bâtiments de maintenance aéronautique en 1966, du terminal (pour 1 million de passagers par an), de hangars et de bâtiments de fret en 1970 et l'extension de la piste principale à 3 900 mètres de longueur pour accueillir les gros porteurs en 1978. La piste est-ouest, quant à elle, est allongée de 200 mètres en 2001.

L'aéroport en novembre 1952.
Vue de l'aéroport avec St-Louis, Hésingue et Bâle en arrière-plan en mai 1956.
Juin 1964.
Vue des hangars de maintenance au premier plan et l'aérogare à l'arrière-plan en avril 1970.
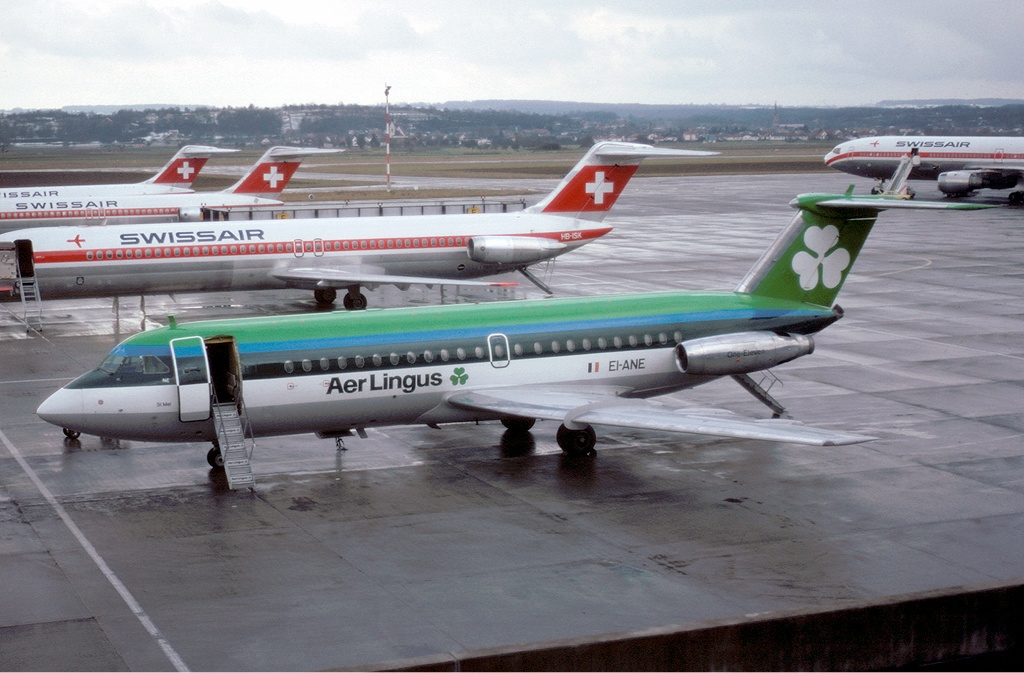
L'aire de stationnement en février 1976.

### EuroAirport
L'aéroport a reçu l'appellation commerciale « EuroAirport Basel-Mulhouse-Freiburg » en 1987. Le terminal passager a été réaménagé en 1990, la construction d'une jetée en Y a débuté en 1999. Le terminal passager nord (partie française) a été inauguré en 2002, le terminal passager sud (partie suisse) en 2005. La partie ancienne et centrale du terminal a été réaménagée en 2013, et le hall 2 dans la partie française a été rénové en 2011.
La numérotation des pistes est modifiée le 25 septembre 2008 : la dénomination technique de la piste principale (piste Nord/Sud 16/34) devient la piste 15/33, la nouvelle désignation prenant en compte les nouvelles valeurs de la déclinaison magnétique transmises aux aérodromes français par le Service d’Information Aéronautique (SIA).
Du 17 avril 2010 à minuit au 20 avril 2010 à huit heures, l'aéroport est contraint de fermer, tout comme la quasi-totalité des aéroports européens, en raison du passage d'un nuage de cendre volcanique émis par le volcan islandais Eyjafjöll.
En avril 2011, l'aéroport est le théâtre d'un drame avec le meurtre à la machette d'un contrôleur aérien alors qu'il allait prendre son poste dans la tour de contrôle. Un suspect, Karim Ouali, également contrôleur aérien à Bâle-Mulhouse, est rapidement identifié et activement recherché par les polices allemande, française et suisse. En 2019, il est repéré à Hong Kong.
Depuis la fermeture de la liaison entre Strasbourg-Entzheim et Orly le 26 mars 2016 (Entzheim-CDG était fermé depuis avril 2013) et la fin du trafic commercial à Colmar-Houssen, l'Euroairport assure les dernières liaisons aériennes directes entre l'Alsace et Paris, en desservant l'aéroport CDG. Ces dernières sont en augmentation de 6 % par rapport à 2014, concurrençant le TGV.

## Statut

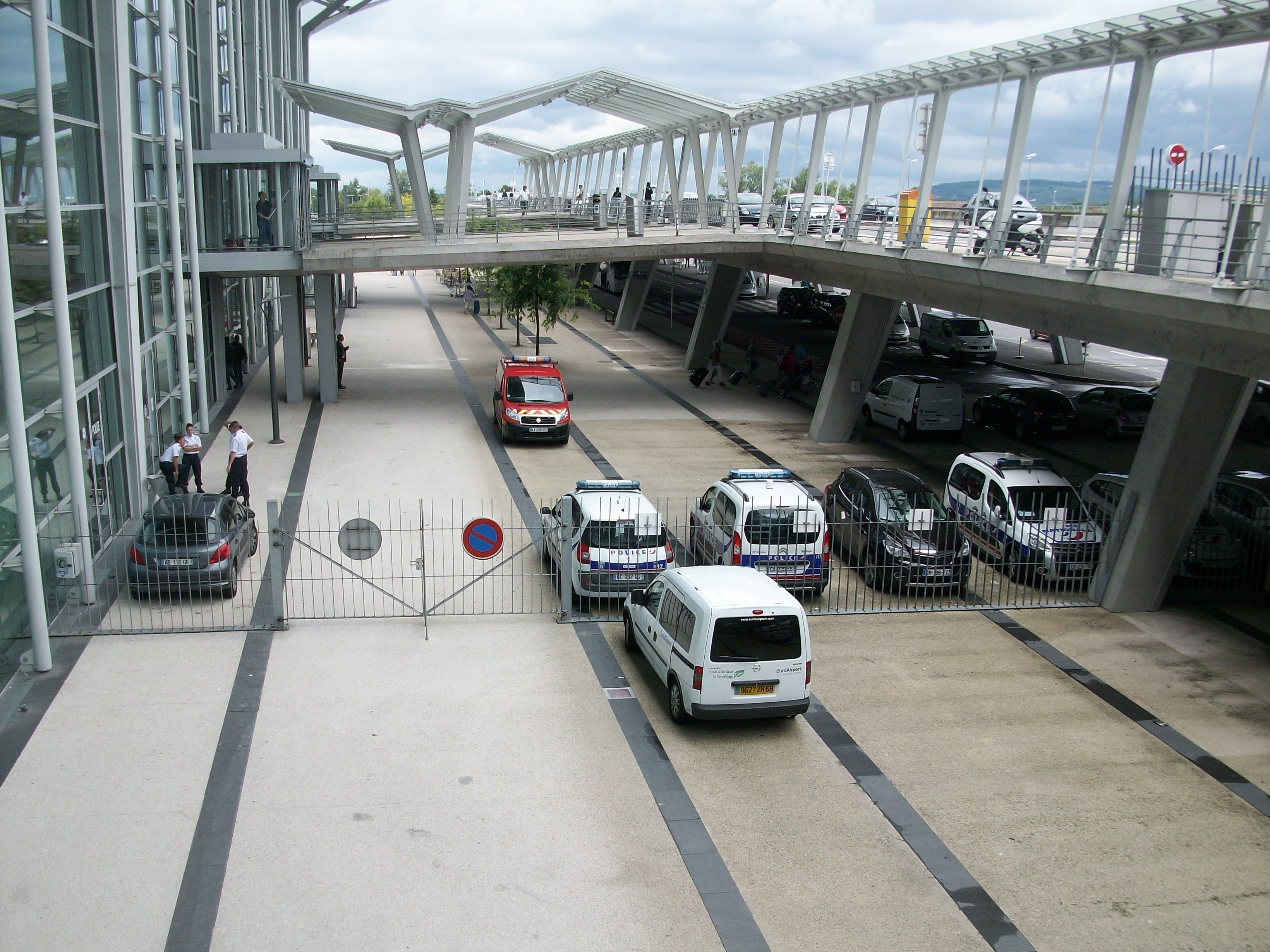
Au premier plan le secteur suisse, à l'arrière-plan le secteur français avec des véhicules de la police française.

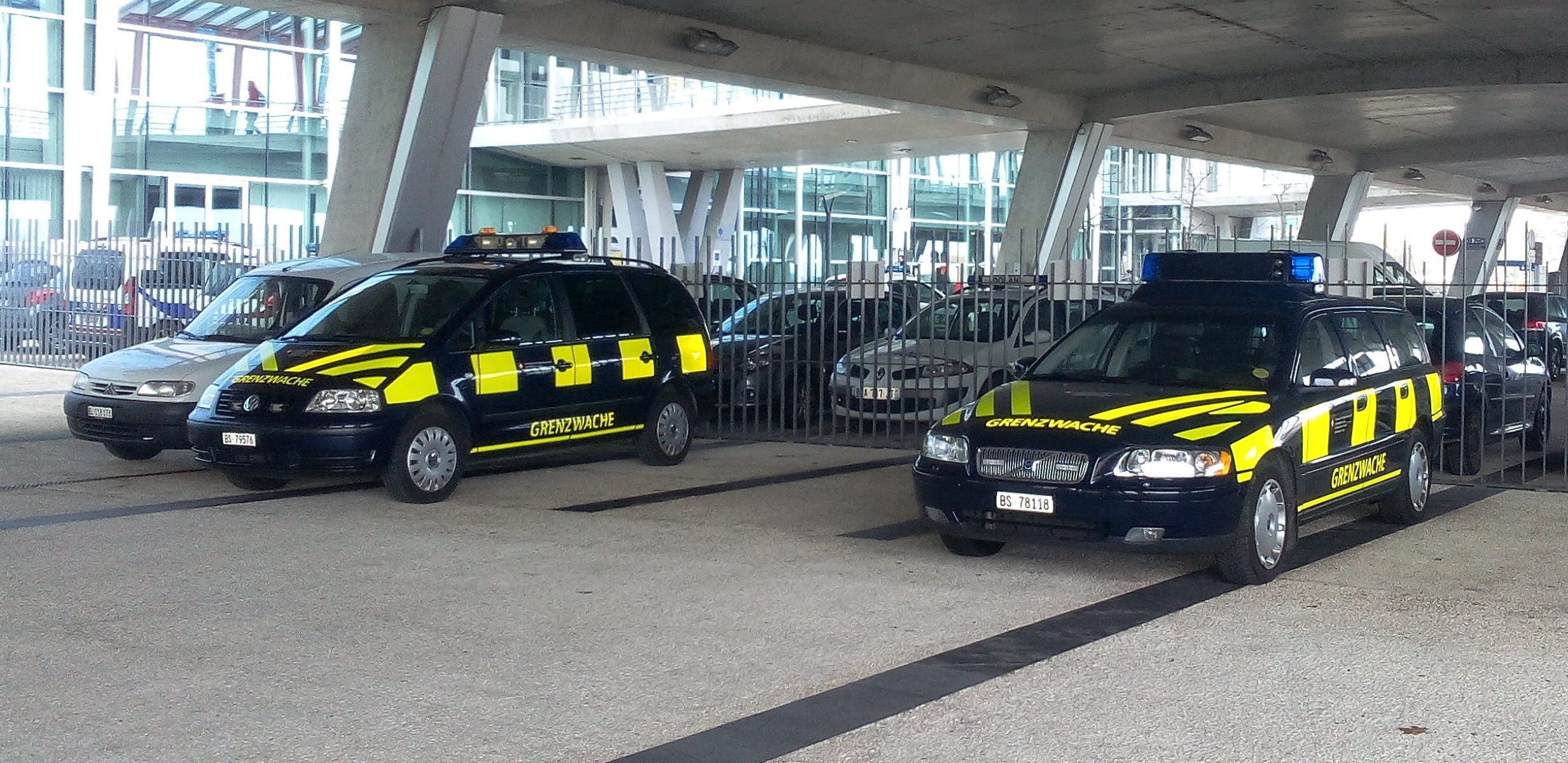
Véhicules du Corps des gardes-frontière à la limite des deux secteurs.

L'EuroAirport est un établissement public franco-suisse. Son conseil d'administration est composé de huit membres français, huit membres suisses et deux représentants allemands, à titre consultatif. Le directeur de l'aéroport est suisse et son directeur-adjoint français. L'aéroport de Bâle-Mulhouse est binational dans son fonctionnement et son statut bien qu'il soit intégralement situé en territoire français (à noter que cet aéroport est unique au monde par ce statut),. Ainsi, la législation française s'applique en théorie en totalité à l'aéroport, mais en pratique, c'est surtout l'esprit bi-national qui domine depuis les années 1950, la moitié du site étant sous administration des douanes suisses. Dans cette zone, les autorités françaises concèdent à la douane suisse le contrôle des personnes et des marchandises. Ce dispositif, couplé à une route clôturée reliant directement cette zone à la Suisse (route dite douanière) et totalement déconnectée du réseau routier français, permet aux personnes transitant par l'aéroport en destination ou en provenance de la Suisse de ne pas être soumis à un double contrôle douanier, français et suisse, mais uniquement suisse,. Une situation semblable, mais inverse, existe à Genève, où une route douanière permet aux voyageurs français d’accéder directement à l'aéroport suisse,.
En 2011, les Dérogations au régime français de la sécurité sociale convenues par échange de lettres du 11-12 avril 1961 effectuées en application de  la convention franco-suisse signée en 1949 qui stipulaient que le droit du travail applicable au salarié était celui de la nationalité de l'employeur (suisse ou française) sont remises en cause à la suite d'un arrêt de la cour de cassation française qui a rejeté, pour non conformité de ces dispositions à la loi, le pourvoi d'un employeur suisse voulant se prévaloir du droit suisse dans une affaire de licenciement.Début juillet 2011, Philippe Richert, nouvellement nommé ministre des collectivités territoriales, avait proposé l'établissement d'une convention de site pour les entreprises de la zone douanière suisse, devant remplacer la Dérogations au régime français de la sécurité sociale signé par les deux pays en 1961. Cette proposition n'a pas eu de suite.
De même, en 2014 les autorités françaises et suisses ont repris les négociations en vue de modifier les pratiques d'application de la convention de 1949 qui avaient amené à appliquer le régime fiscal de la nationalité de la société appliquant une fiscalité française à toutes les entreprises de la plate-forme aéroportuaire, dès lors qu'elle est située en France.  À l'époque 80 % du chiffre d'affaires de l'aéroport était  généré par des sociétés suisses. Face à la réaction des autorités suisses, des sociétés et des compagnies opérant dans la partie suisse de l'aéroport comme EasyJet Switzerland, l'opérateur majoritaire sur l'aéroport, face à une possible application étendue de la fiscalité française - l'aéroport se situant intégralement sur le territoire français -, cette question figure à l'ordre du jour de  la rencontre du président français Hollande avec le président de la Confédération, Didier Burkhalter à l’Élysée le 30 octobre 2014. Dans une lettre adressée au Conseil régional d'Alsace, le premier ministre, Manuel Valls, a confirmé que l'objet de la négociation est de stabiliser le régime fiscal applicable aux entreprises (à grande majorité suisses) de l'aéroport et « qui constitue une infrastructure essentielle et qui représente un bassin d’emploi important en Alsace ».
Selon le rapport annuel 2017 d'EuroAirport, 65 entreprises opéraient dans le secteur douanier suisse de l’aéroport et comptaient 4 644 employés. Les entreprises implantées dans le secteur douanier français étaient au nombre de 57 et employaient 1 275 personnes. Enfin, l’administration binationale de l’EuroAirport employait 374 personnes.

### Accord fiscal du 23 mars 2017
La Convention du 4 juillet 1949 renvoyait  à un arrangement fiscal bilatéral, qui n'a jamais été jamais pris, ce qui a créé une situation d’incertitude sur le droit fiscal applicable. Cette incertitude a conduit en pratique à un non-assujettissement assez général aux impôts français, lequel ne trouvait pas toujours de compensation dans un assujettissement aux impôts suisses, puisque l’aéroport ne se trouve pas sur le territoire fiscal suisse. 
Mais en 2009, statuant en dernier ressort sur les suites d’un contrôle fiscal à l’encontre d’une société du secteur douanier suisse de l’aéroport, le Conseil d’État a jugé que la fiscalité française devait lui être appliquée, puisque l’on se trouvait toujours sur le territoire français et que l’absence de l’accord fiscal spécifique prévu en 1949  signifiait simplement l'absence de toute dérogation au droit commun, mettant à bas les arguties tirées de l’absence de sa passation   : les stipulations qui posaient le principe d’un accord fiscal spécifique « ne font pas obstacle, en l’absence de stipulations expresses en décidant autrement prévues par un accord entre la France et la Suisse (…), à l’imposition à l’impôt sur les sociétés des bénéfices [provenant des installations d’une société] situées dans le secteur suisse de l’aéroport dont l’emprise se trouve dans son ensemble en territoire français ». 
Le ministère de l'Économie et des Finances français a ainsi décidé d'exiger à partir du 1er juillet 2015 l'impôt dû en vertu du principe de la territorialité.  
À la suite de la levée de boucliers des élus alsaciens et bâlois, un compromis a commencé à s’esquisser, notamment avec l'intervention de  Simonetta Sommaruga à Berne en avril 2015., et des négociations engagées entre les deux Etats. Il a alors été admis, entre autres, que le bénéfice et l’impôt sur les bénéfices seraient répartis à parts égales et que le taux de 8 % de la TVA suisse resterait appliqué dans la partie suisse de l’aéroport (20 % de TVA en France). En revanche les entreprises du secteur suisse de l’aéroport seraient assujetties à l’impôt français sur les sociétés (ou sur les revenus selon le mode d’imposition). 
À partir du 1er avril 2016, une redevance de 2 euros du côté suisse et de 4,40 euros du côté français est levée pour les prestations des contrôleurs aériens. 
Dans sa séance du 25 janvier 2017, le Conseil fédéral suisse a approuvé la signature de l’accord, une autorisation parlementaire n’étant pas nécessaire en Suisse .L’accord finalement signé à Paris le 23 mars 2017 par le secrétaire d’État chargé des affaires européennes, M. Harlem Désir, et M. Didier Burkhalter, conseiller fédéral suisse en charge des affaires étrangères. a été ratifié par le Parlement français a ratifié par la loi n° 2017-1742 du 22 décembre 2017 autorisant l'approbation de l'accord entre le Gouvernement de la République française et le Conseil fédéral suisse relatif à la fiscalité applicable dans l'enceinte de l'aéroport de Bâle-Mulhouse , pour une entrée en vigueur au 1er janvier 2018.  
Il reste un bémol pour les collectivités, car le Ministère des Finances français a décidé de plafonner le reversement de la Cotisation foncière des entreprises (CFE) à 3,2 millions d’euros par an. « Les bons élèves sont punis », conclut alors Alain Girny, président de Saint-Louis Agglomération.

## Géographie

### Localisation
L'aéroport est situé en territoire français en Alsace, à proximité du tripoint des frontières allemande, française et suisse. Il est situé à 3,5 kilomètres au nord-ouest de la ville suisse de Bâle, à 20 kilomètres au sud-est de la ville alsacienne de Mulhouse et 46 kilomètres au sud-ouest de la ville allemande de Fribourg-en-Brisgau.
Lors de son inauguration en 1948, l'aéroport est situé sur la commune de Blotzheim. Mais à la suite de la fusion, en 1958, du quartier de Neuweg (dénommé à l'époque « Blotzheim-la-Chaussée ») avec la commune de Saint-Louis, l'aérogare est désormais située sur cette dernière commune, tandis que les pistes s'étendent sur les territoires communaux de Saint-Louis, Hésingue et Blotzheim.

### Carte des aéroports de la région Grand Est (en France)
| \| 20 km1:901 000 \| Colmar-Meyenheim Doncourt · lès-Conflans Longuyon Lunéville Nancy · Azelot Nancy · Malzéville Metz-Nancy · Lorraine Nancy-Essey Bar-sur-Seine Brienne · le-Château Juvancourt Troyes Épernay Châlons Reims Sézanne Vitry · le-François Châlons · Vatry Verdun Sarrebourg Sarreguemines Thionville Charleville · Mézières Rethel Sedan Épinal Neufchâteau Saint-Dié Épinal Joinville Langres Haguenau Sarre · Union Saverne Strasbourg-Neuhof Strasbourg · Entzheim Mulhouse · Habsheim EuroAirport Basel-Mulhouse-Freiburg Colmar · Houssen |
| 20 km1:901 000 |

### Carte des aéroports en Suisse
| \| 20 km1:1 107 000 \| EuroAirport Basel-Mulhouse-Freiburg Zurich Genève Berne Birrfeld Bressaucourt Fribourg Granges La Chaux-de-Fonds Lausanne Lugano Samedan Saint-Gall Sion Alpnach Buochs Dübendorf Emmen Payerne Ambri Amlikon Bad Ragaz Bellechasse Bex Biel-Kappelen Buttwil Courtelary Dittingen Fricktal-Schupfart Gruyère Hasenstrick Hausen am Albis Kägiswil La Côte Langenthal Locarno Lodrino Lommis Luzern-Beromünster Mollis Montricher Neuchâtel Môtiers Münster Olten Rarogne Reichenbach Saanen Schaffhausen Schänis Sitterdorf Speck-Fehraltorf St. Stephan Thoune Triengen Wangen-Lachen Winterthur Yverdon-les-Bains Zweisimmen |
| 20 km1:1 107 000 |

### Carte des aéroports en Allemagne
| Berlin · Brandebourg EuroAirport Basel-Mulhouse-Freiburg Freiburg · City Brême Cassel Cologne · Bonn Dortmund Dresde Düsseldorf Erfurt Francfort-Hahn Francfort · sur-le-Main Friedrichshafen Hambourg Hanovre Heringsdorf Karlsruhe · Baden-Baden Leipzig Lübeck Memmingen Munich Münster · Osnabrück Nuremberg Paderborn · Lippstadt Rostock Sarrebruck Stuttgart Sylt Weeze Mannheim |

## Infrastructures

### Aérogare
L'aéroport est constitué d'une jetée construite en 2001 pour Crossair (aujourd'hui disparue) et de deux terminaux, français (inauguré en 2002) et suisse (inauguré en 2005). L'investissement dans les nouvelles installations s'est élevé à 240 millions d'euros dont un tiers a été financé à parts égales par les collectivités françaises et suisses.

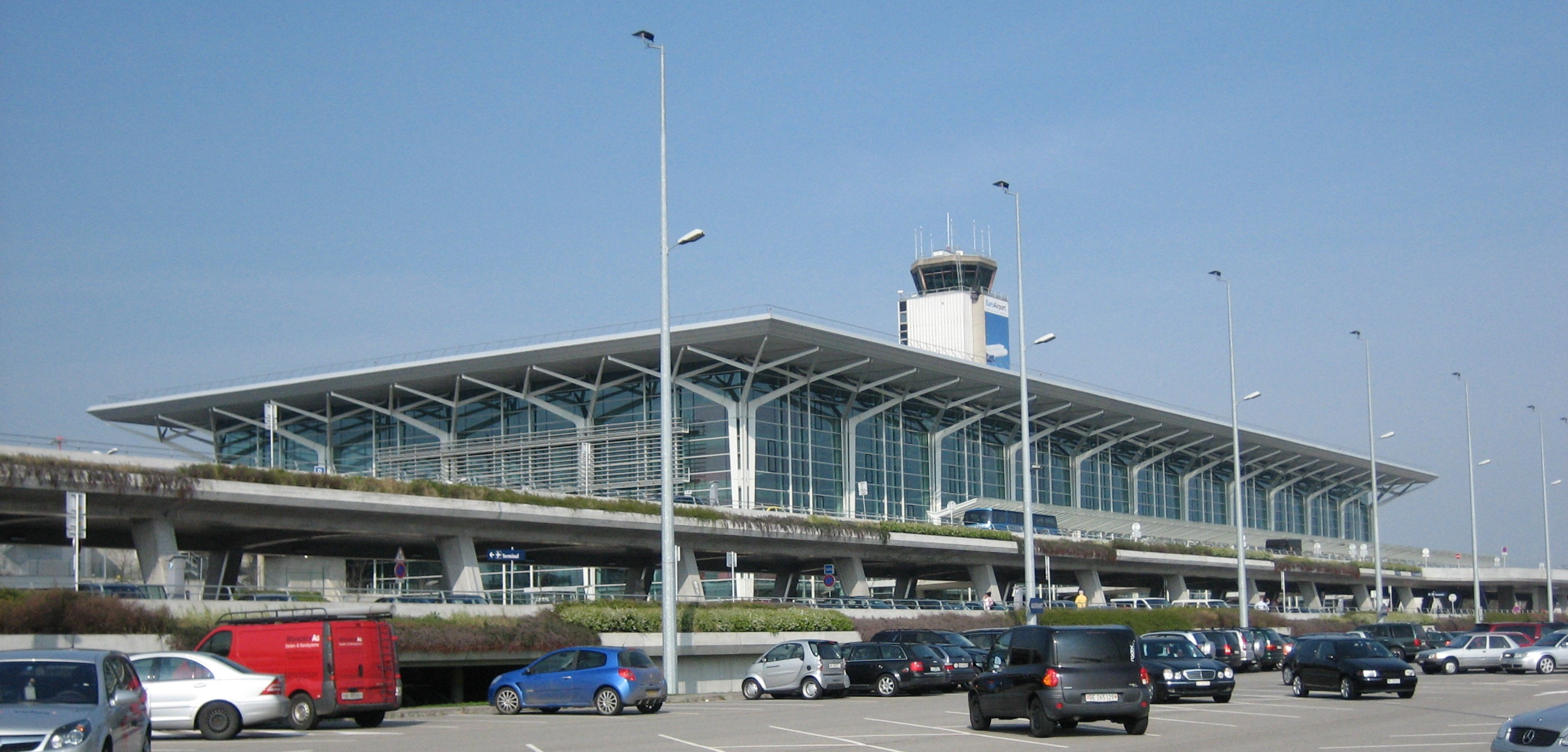
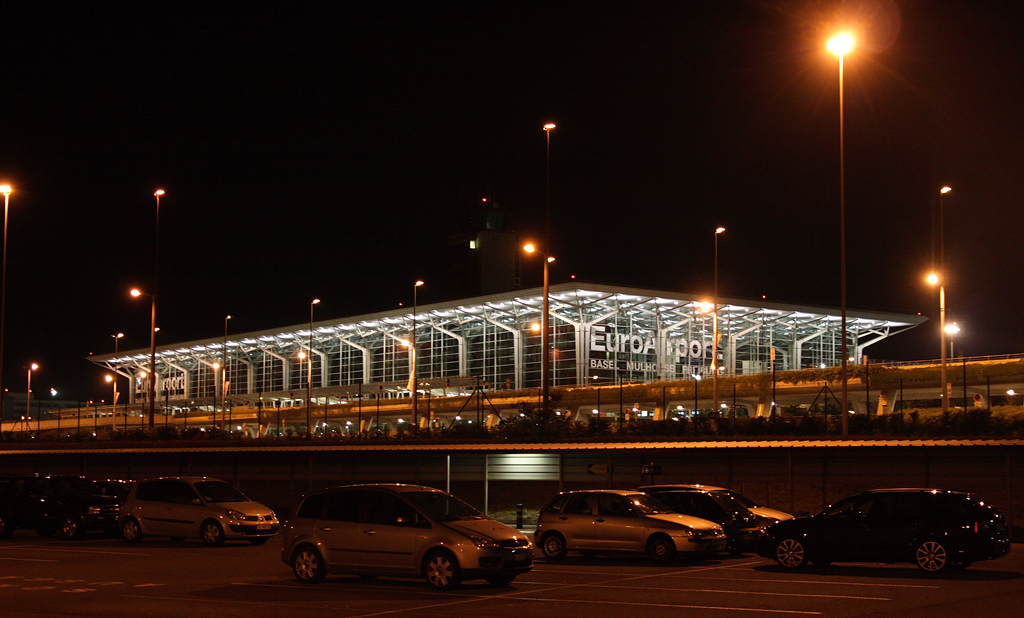
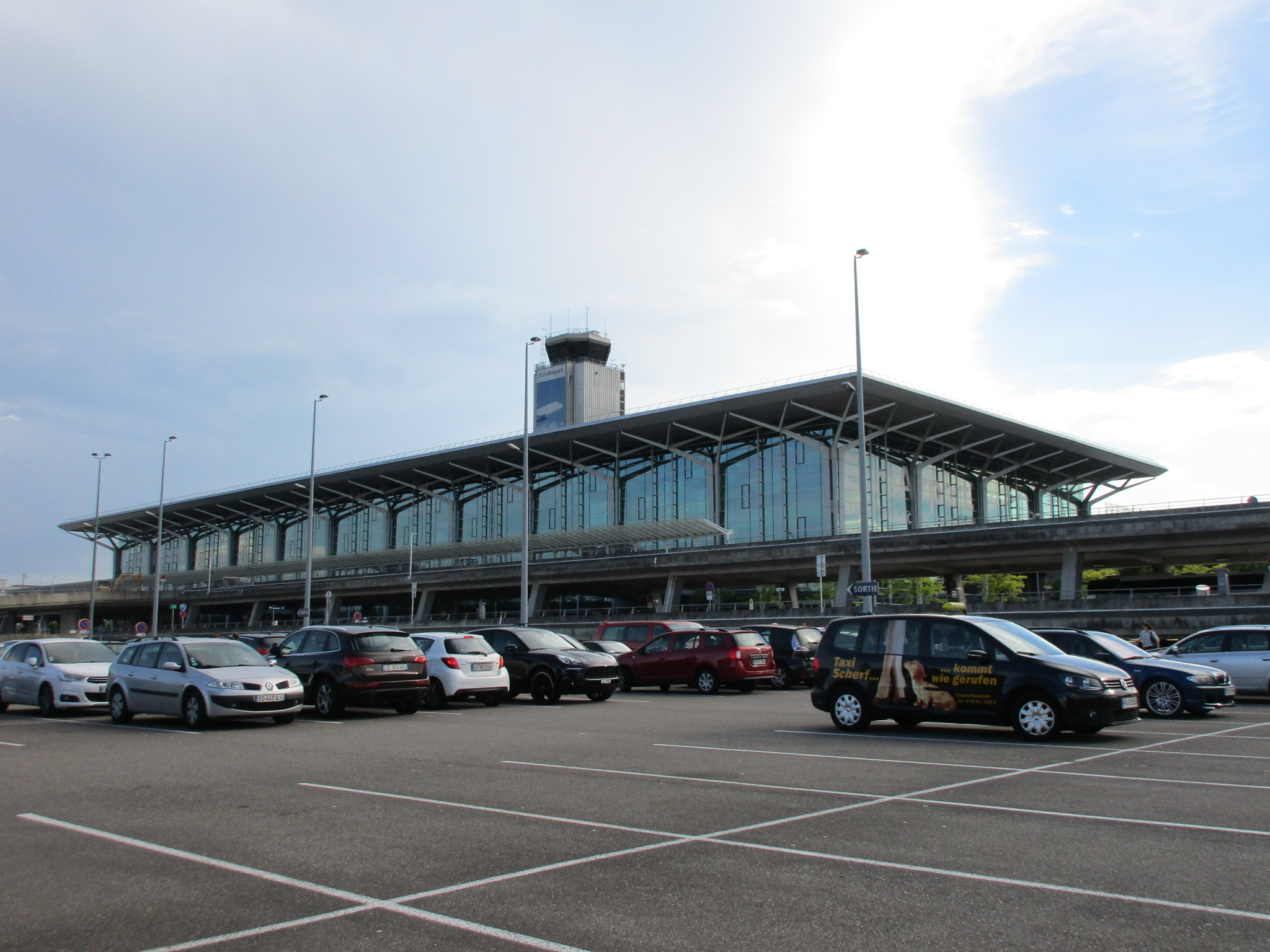

### Terminal cargo
Outre l'aérogare destinée aux passagers, l'aéroport dispose d'une gare de fret, d'où opèrent les sociétés DHL, FedEx, UPS, TNT, Air France Cargo et Swissport.
En 2013, l'aéroport lance un chantier de 43 millions d'euros permettant d'agrandir les infrastructures destinées au fret aérien, et deux aires de stationnement spécifiquement destinées aux avions cargo. Le nouveau terminal fret EuroAirport Cargo, représentant 21 000 m2 de surfaces à température contrôlée, est inauguré le 25 novembre 2014 et mis en service en janvier 2015.

### Centre de maintenance et d'aménagement aéronautique
L'aéroport compte également une zone industrielle affectée à la maintenance et à l'aménagement des avions d'affaires. Cette dernière a connu une forte expansion depuis 2008. Ainsi les activités industrielles des entreprises Air Service Basel, AMAC Aerospace, Nomad Technics AG, Dassault Aviation Business Services et Jet Aviation dans l'enceinte de l'aéroport forment un centre de compétence ultraspécialisé dans les domaines de l'aménagement et de l'entretien des avions privés. Amac Aerospace et Jet Aviation sont des leaders dans leur domaine. L'EuroAirport abrite ainsi l'une des deux plus grandes plateformes aéroportuaires mondiales de maintenance aéronautique et privée.
L'aéroport accueille également des services d'utilité publique : l'école de pilotage (Flugschule) et une base de la Garde aérienne suisse de sauvetage (REGA).

### Projets
En 2018, le directeur général adjoint annonce une augmentation des infrastructures pour 2025 : « À plus long terme, soit 2025, c’est l’ensemble de l’aérogare qui sera transformé et agrandi de 30 % environ pour passer d’une surface de 90 000 m2 à 120 000 m2. Différents scénarios d’aménagement sont étudiés. Les études seront lancées dans le cadre d’un appel à candidatures pour la modernisation des installations terminales (MIT) ». 
Le projet est mis en pause avec la pandémie de Covid 19, et relancé en 2024, pour une extension pour 2030.
L'arrivée d'un hôtel d'une capacité de 200 chambres à proximité de l'aérogare est également envisagée.

## Photographies

Aérogare
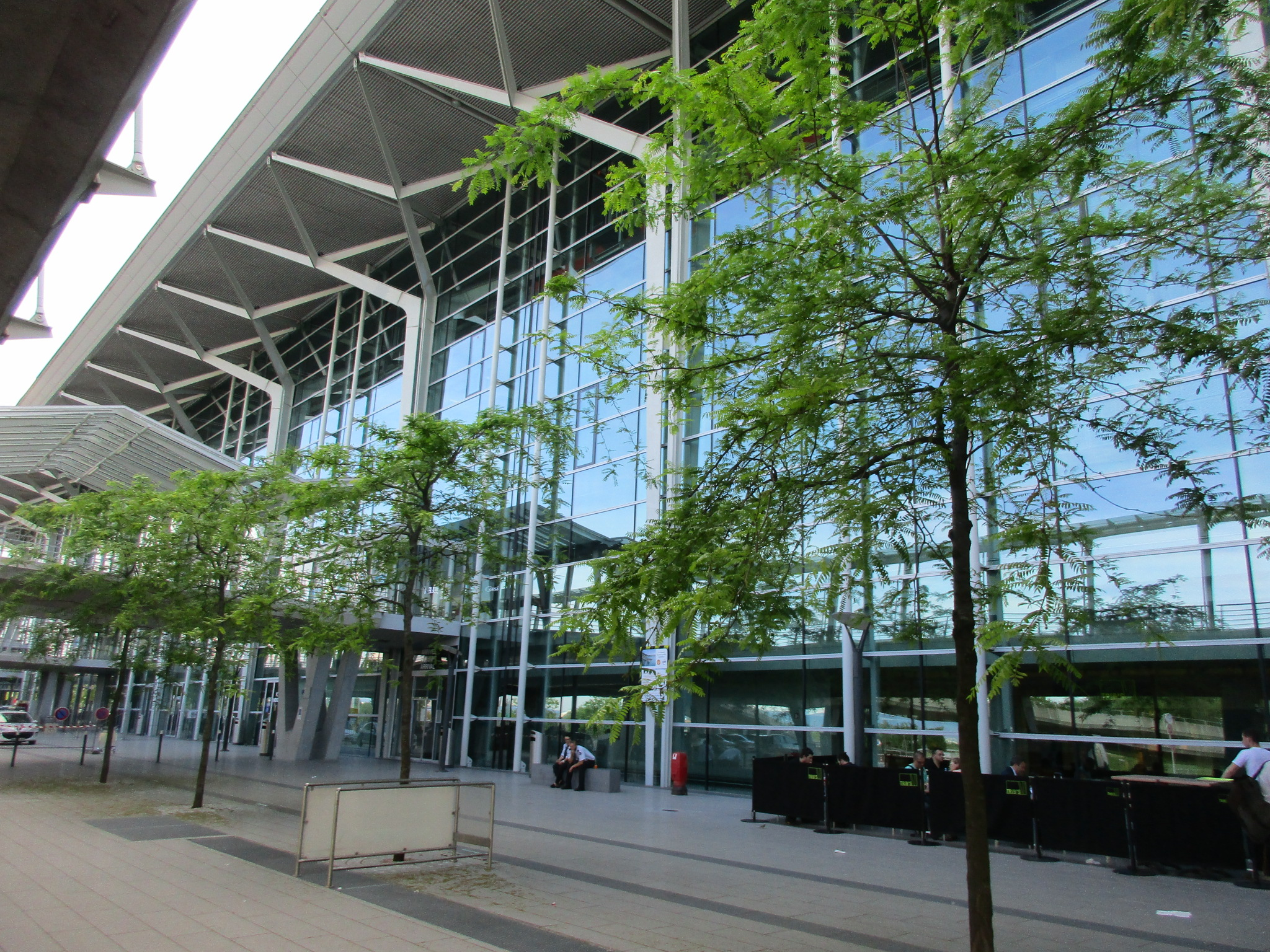
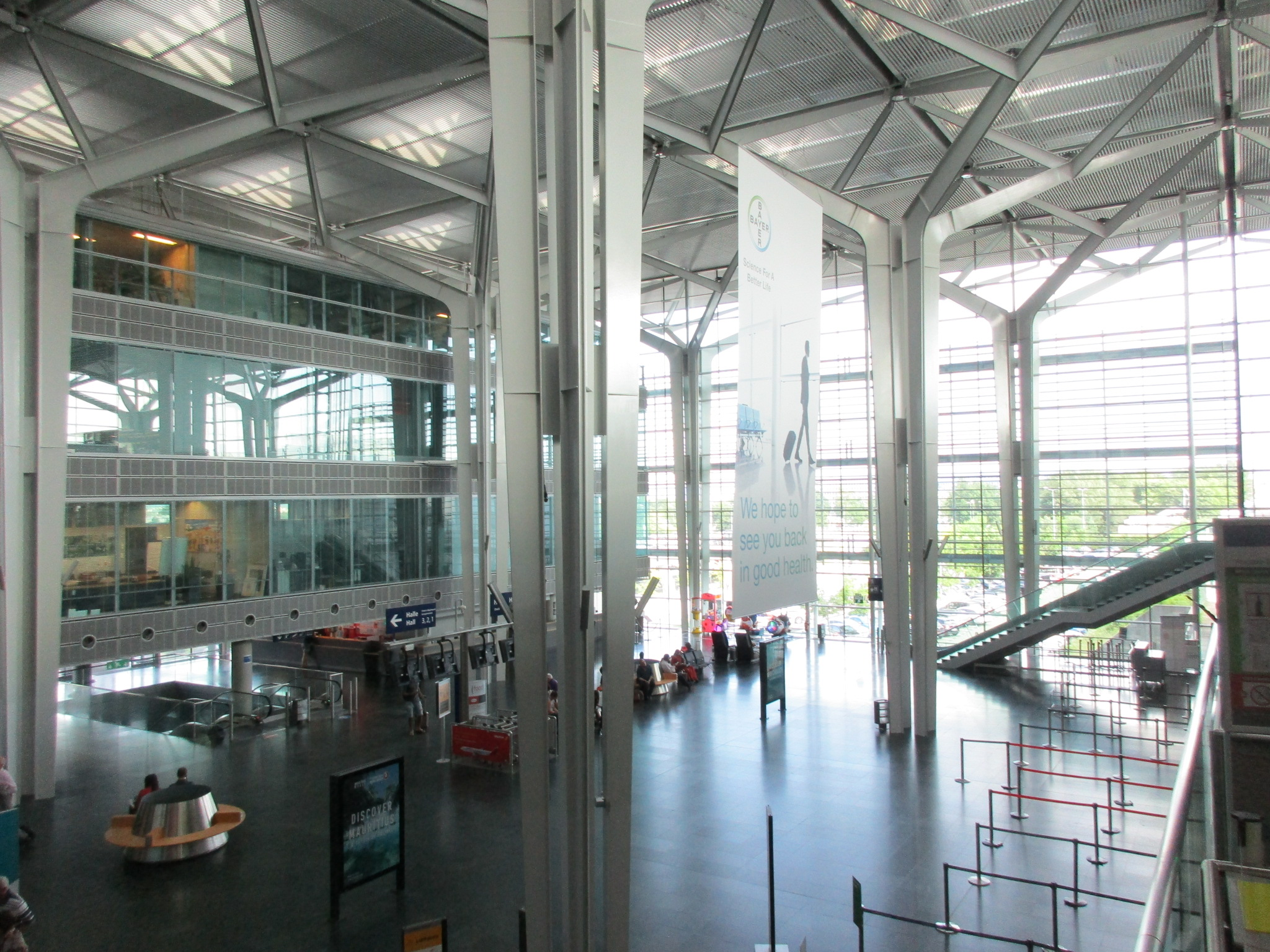
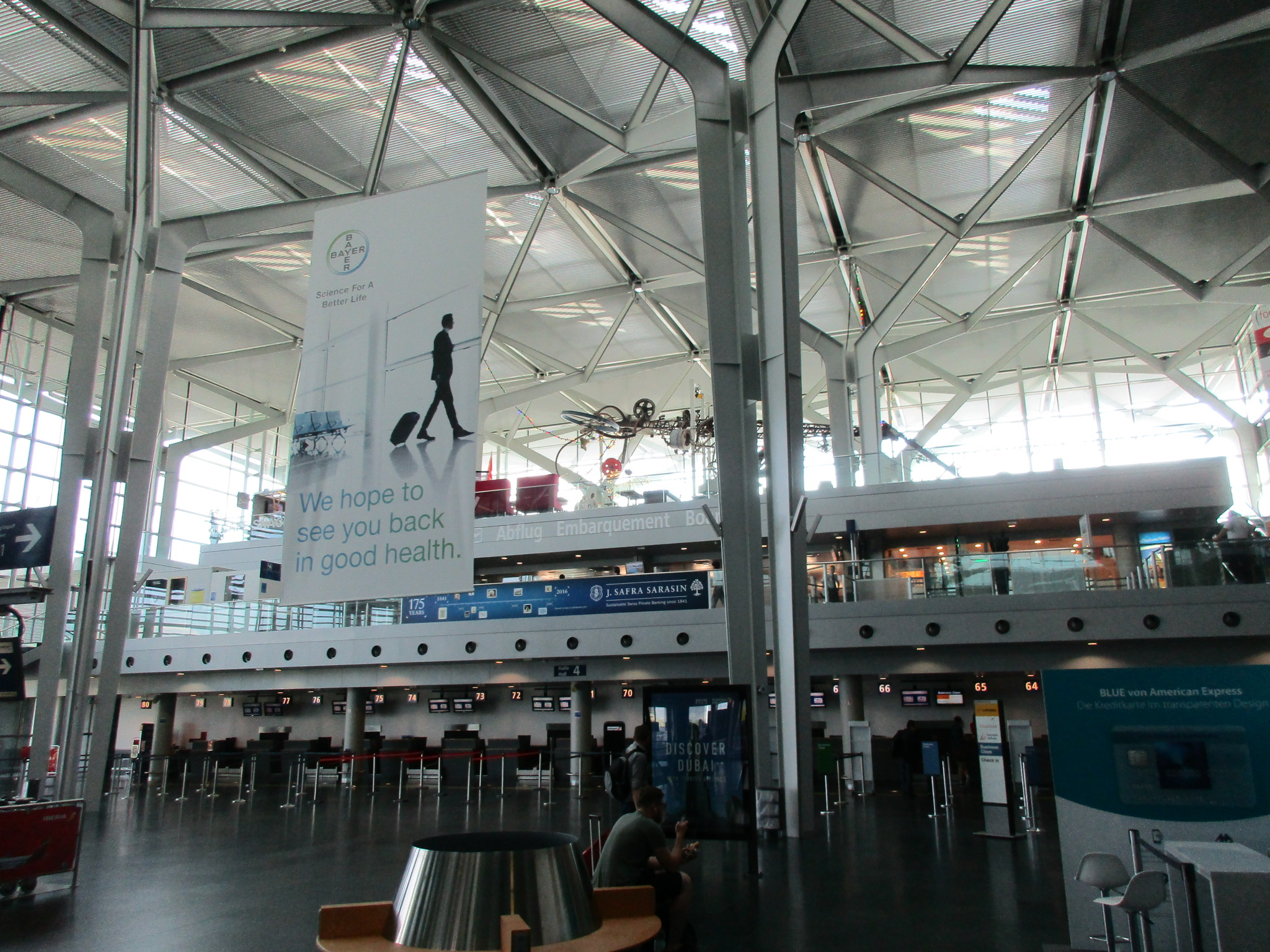
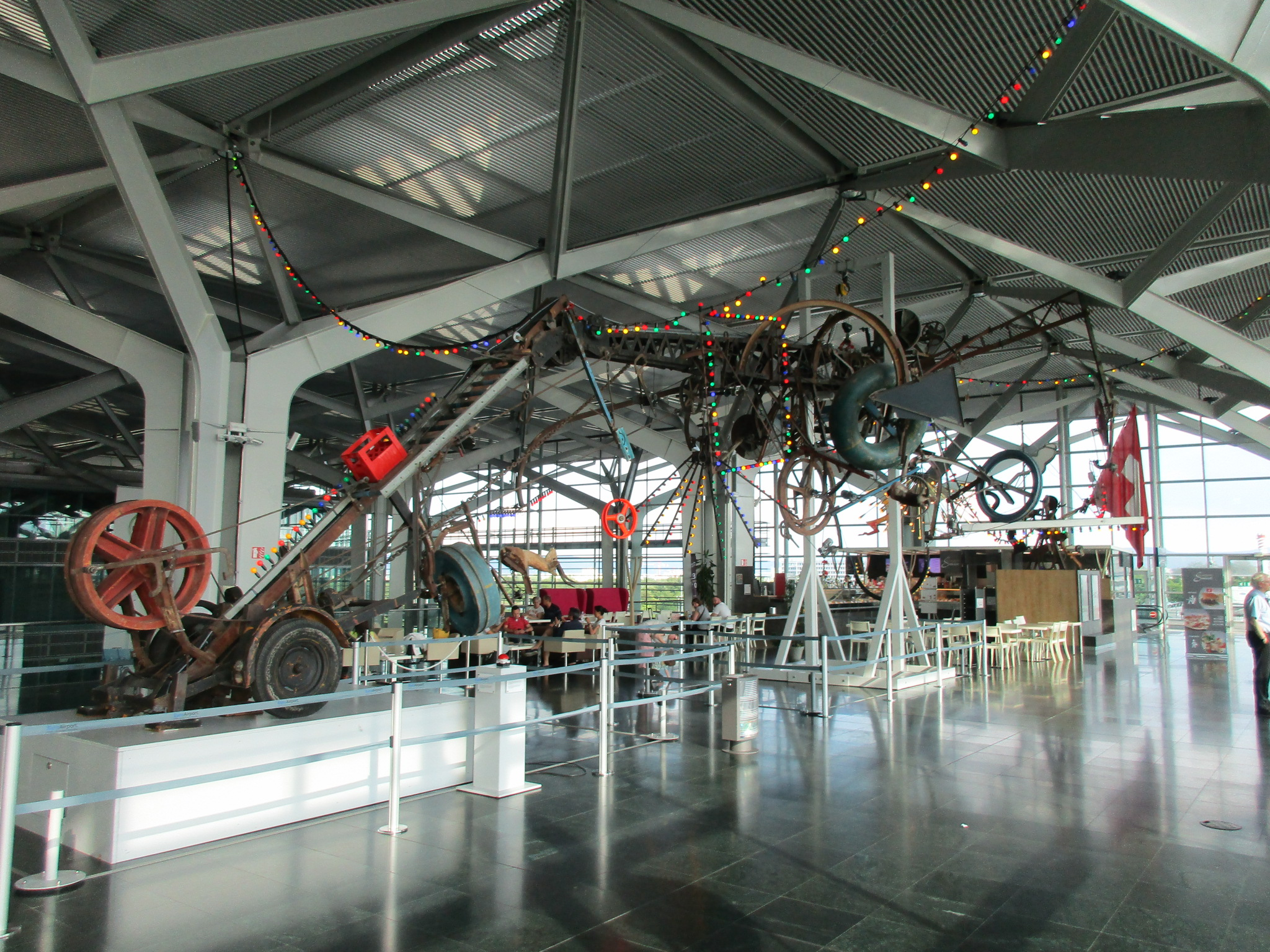
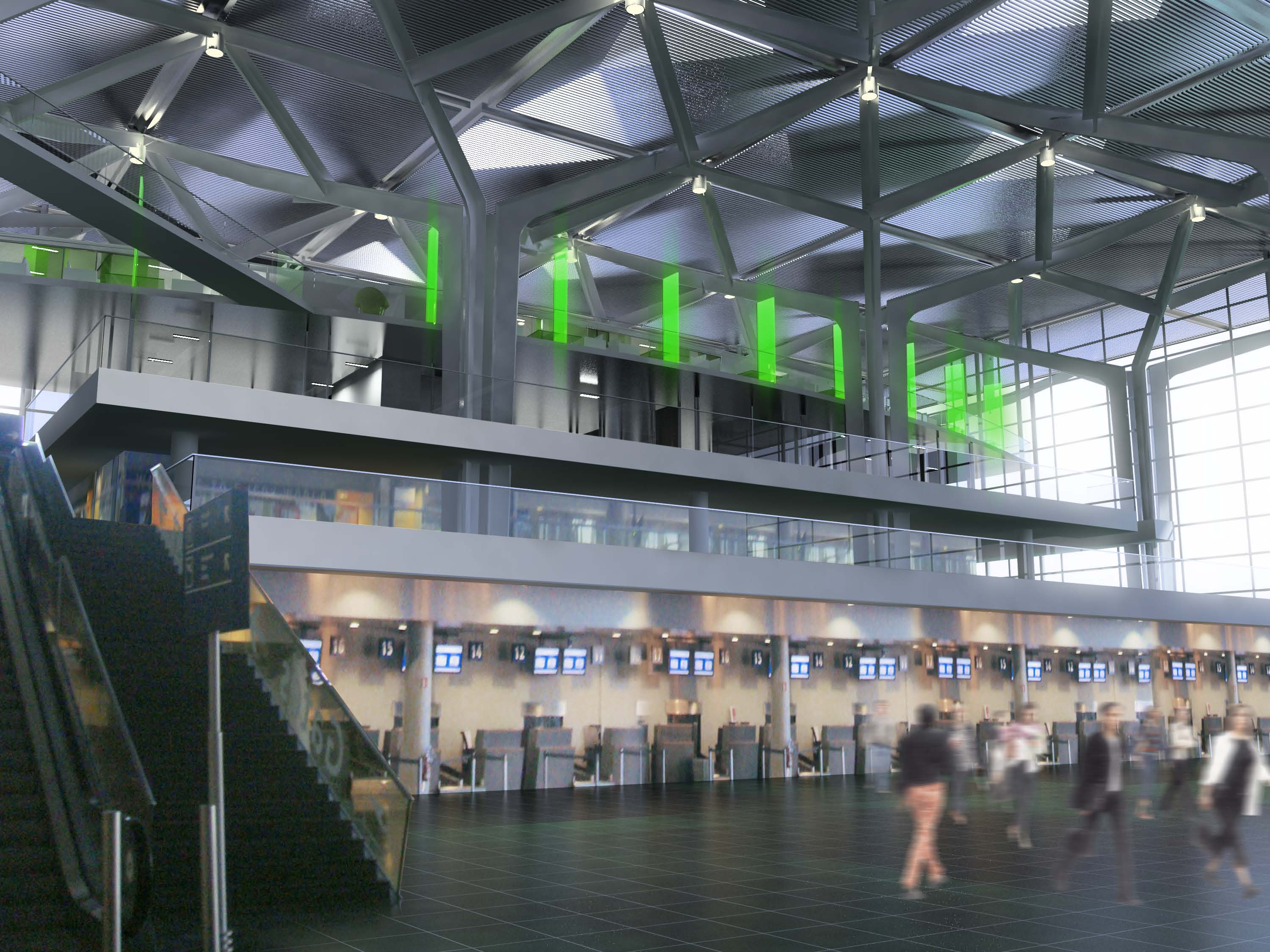

## Trafic
L'aéroport de Bâle-Mulhouse est la septième plate-forme aéroportuaire de France et la troisième de Suisse avec 9,1 millions de passagers en 2019, dont 52 % de nationalité suisse[réf. souhaitée]. 90 % des vols passagers au départ ou à l'arrivée de l'aéroport circulent sous droits de trafic suisse, contre 10 % opérant sous droits de trafic français.
Son unique aérogare peut accueillir 6 à 8 millions de passagers. La plate-forme aéroportuaire compte en outre deux pistes de dimensions respectives 3 900 × 60 m et 1 820 × 60 m, une aérogare de fret et une zone d'entretien.
Le record de passagers accueillis en un jour est de 34 974, le 25 juillet 2025.
La compagnie aérienne britannique à bas prix EasyJet et en particulier sa franchise suisse Easyjet Switzerland, arrivée à l'aéroport en 2005, assurait en 2015 environ 57 % du volume passagers de l'aéroport avec 4 millions de billets vendus (dont 367 000 pour Berlin, 228 000 pour Londres et 187 000 pour Barcelone).
En 2024, les principales compagnies de l'aéroport sont : 
| Compagnie aérienne          | Part des vols réguliers |
| --------------------------- | ----------------------- |
| Easyjet/Easyjet Switzerland | 55 %                    |
| Wizz Air                    | 12 %                    |
| Pegasus Airlines            | 3,6 %                   |
| British Airways             | 3,1 %                   |
| Lufthansa                   | 3,0 %                   |

La part des vols low cost représente 71,3 % de l'activité totale.
La même année, les destinations les plus desservies sont :
Pristina
Londres
Istanbul
Amsterdam
Budapest
Après avoir accueilli pour la première fois 1 million de passagers en 1984, la barre des 2 millions a été franchie en 1992.
| Année | Évolution du trafic passagers, [passagers] | Évolution du trafic passagers, [passagers] | Évolution du trafic fret avioné [tonnes] | Évolution du trafic fret avioné [tonnes] |
| Année | Total                                      | Évolution                                  | Total                                    | Évolution                                |
| ----- | ------------------------------------------ | ------------------------------------------ | ---------------------------------------- | ---------------------------------------- |
| 2024  | 8 914 116                                  | + 10,2 %                                   | 104 800                                  | - 1,8 %                                  |
| 2023  | 8 089 637                                  | + 14,7 %                                   | 106 803                                  | - 6,6 %                                  |
| 2022  | 7 047 503                                  | + 94,7 %                                   | 114 319                                  | - 4,4 %                                  |
| 2021  | 3 620 147                                  | +39,3 %                                    | 119 319                                  | + 10,0 %                                 |
| 2020  | 2 598 981                                  | - 71,4 %                                   | 108 502                                  | + 2,2 %                                  |
| 2019  | 9 090 312                                  | + 6,0 %                                    | 106 075                                  | -3,7 %                                   |
| 2018  | 8 575 064                                  | +8,7 %                                     | 110 129                                  | -1,9 %                                   |
| 2017  | 7 888 725                                  | + 7,9 %                                    | 112 283                                  | + 10,8 %                                 |
| 2016  | 7 314 269                                  | + 3,6 %                                    | 101 300                                  | + 0,2 %                                  |
| 2015  | 7 061 059                                  | + 8,2 %                                    | 101 050                                  | + 2,9 %                                  |
| 2014  | 6 523 874                                  | + 10,9 %                                   | 98 175                                   | + 5 %                                    |
| 2013  | 5 880 771                                  | + 9,8 %                                    | 94 000                                   | - 1 %                                    |
| 2012  | 5 354 758                                  | + 6 %                                      | 94 346                                   | - 9 %                                    |
| 2011  | 5 053 649                                  | + 22,4 %                                   | 103 277                                  | - 4 %                                    |
| 2010  | 4 129 186                                  | + 7,1 %                                    | 107 607                                  | + 27 %                                   |
| 2009  | 3 854 770                                  | - 9,5 %                                    | 85 022                                   | - 16 %                                   |
| 2008  | 4 261 992                                  | -0,3 %                                     | 101 111                                  | - 6 %                                    |
| 2007  | 4 272 904                                  | + 6,3 %                                    | 107 309                                  | + 12 %                                   |
| 2006  | 4 020 322                                  | + 21 %                                     | 95 770                                   | + 15 %                                   |
| 2005  | 3 315 696                                  | + 30 %                                     | 83 580                                   | - 5 %                                    |
| 2004  | 2 549 127                                  | + 2 %                                      | 88 311                                   | + 9 %                                    |
| 2003  | 2 489 676                                  | - 19 %                                     | 81 277                                   | + 1 %                                    |
| 2002  | 3 058 416                                  | - 14 %                                     | 80 151                                   | - 30 %                                   |
| 2001  | 3 550 696                                  | - 6 %                                      | 114 269                                  | - 8 %                                    |
| 2000  | 3 783 527                                  | + 5,6 %                                    | 124 427                                  | /                                        |
| 1999  | 3 581 934                                  | + 18,5 %                                   | /                                        | /                                        |
| 1998  | 3 020 311                                  | + 13 %                                     | /                                        | /                                        |
| 1997  | 2 666 766                                  | + 8,6 %                                    | /                                        | /                                        |
| 1996  | 2 453 411                                  | + 4 %                                      | /                                        | /                                        |
| 1995  | 2 357 857                                  | /                                          | /                                        | /                                        |

### En graphique
Le graphique qui aurait dû être présenté ici ne peut pas être affiché car il utilise l'ancienne extension Graph, désactivée pour des questions de sécurité. Des indications pour créer un nouveau graphique avec la nouvelle extension Chart sont disponibles ici.

Voir la requête brute et les sources sur Wikidata.

### Zoom sur l'impact de la pandémie de COVID-19 de 2019-2020
Le graphique qui aurait dû être présenté ici ne peut pas être affiché car il utilise l'ancienne extension Graph, désactivée pour des questions de sécurité. Des indications pour créer un nouveau graphique avec la nouvelle extension Chart sont disponibles ici.

Voir la requête brute et les sources sur Wikidata.

## Bases aéroportuaires
Plusieurs compagnies aériennes de transport de passagers utilisent la plateforme aéroportuaire, parmi lesquelles certaines ont choisi d'implanter des comptoirs attachés au troisième niveau de l'aérogare : Air France, Air Transat, Austrian Airlines, British Airways, Brussels Airlines, EasyJet, Easyjet Switzerland, KLM, Lufthansa, Pegasus Airlines, TUIfly, Turkish Airlines, Vueling Airlines, Eurowings et Wizz Air.
Plusieurs compagnies ont aussi pris l'initiative de stationner des aéronefs sur la plateforme :

### Base Easyjet

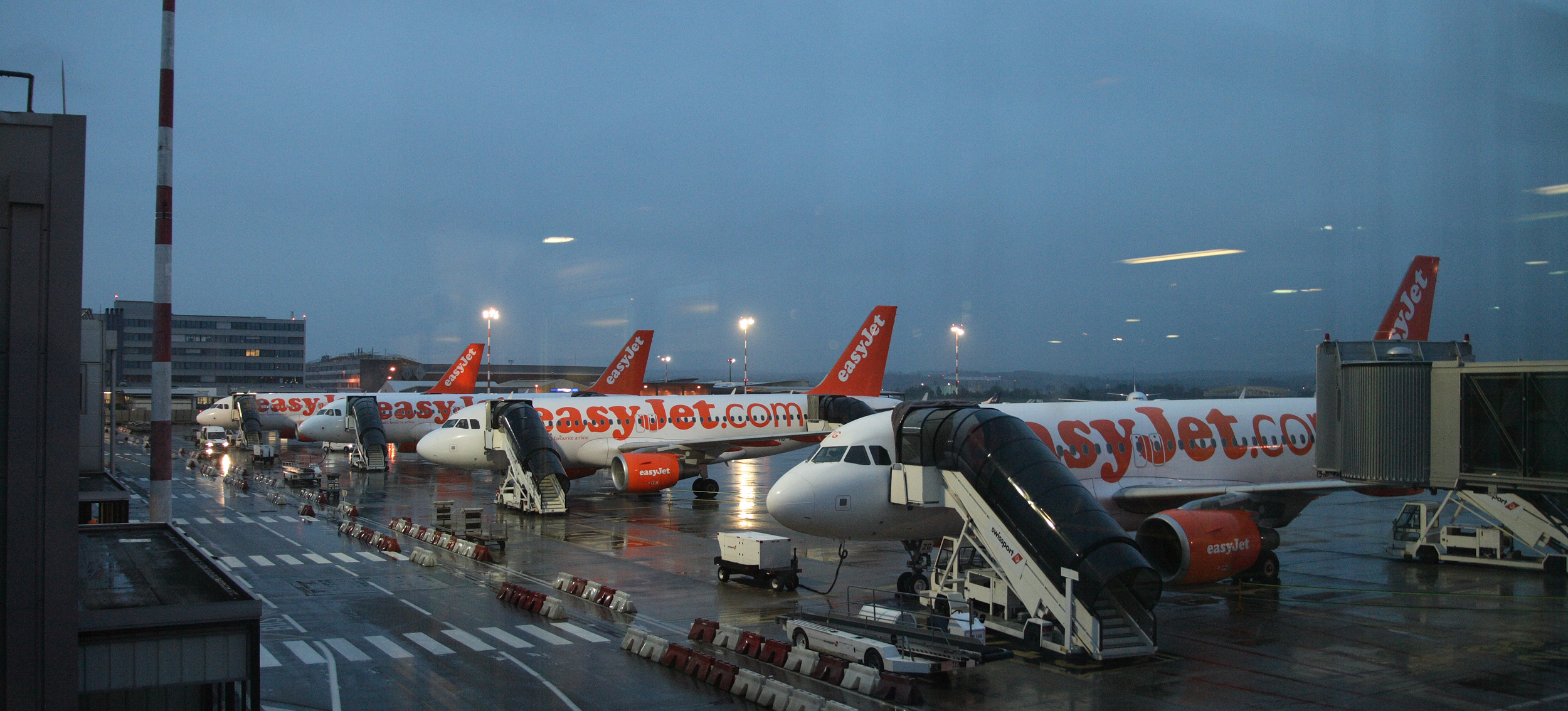
Airbus A319 d'Easyjet à l'Euroairport en 2008.

La compagnie à bas coût EasyJet et en particulier Easyjet Switzerland, présente depuis 2005, a choisi dès 2010 de renforcer sa présence, politique continuée en 2012, préférant cette destination à celle de l'aéroport international de Zurich en raison de coûts trop élevés pour en faire sa seconde base suisse, la compagnie générant à elle seule 61 % du trafic en 2016. 
En 2019, Easyjet Switzerland y stationne 12 avions, avant que la compagnie ne décide le départ de deux appareils en octobre 2020, et l'arrivée d'un appareil supplémentaire en 2023 et un autre en 2025, portant ainsi leur nombre total à 12 à nouveau. Pour 2018, l'EuroAirport a représenté 40 % de l'activité de la compagnie en Suisse. De 2021 à 2023, la flotte, composée d'A319, a été remplacée par des A320neo,.

### Base Enter Air
En octobre 2020, la compagnie charter polonaise Enter Air stationne un Boeing 737-800, pour assurer les liaisons vers Pristina.

### Base Chair Airlines
La compagnie suisse stationne à partir du 29 octobre 2023 un appareil sur la plateforme, afin de desservir quotidiennement Pristina, la capitale kosovare.

### Base German Airways
Depuis juin 2023, 3 avions de la compagnie sont basés à l'Euroairport, à l'usage de KLM.

### Anciennes bases
La plateforme était aussi la base des compagnies Balair, Crossair, et l'une des trois bases de l'ancienne compagnie Swissair. Swiss International Air Lines a cessé toutes ses opérations depuis l'aéroport de Bâle-Mulhouse le 31 mai 2015.
La compagnie charter Hello, disparue en 2012, avait comme seconde base Bâle-Mulhouse.
ASL Airlines Switzerland quant à elle était basée à Bâle-Mulhouse jusqu'au 1er février 2018, date de sa disparition. Elle avait débuté ses activités en 1984 sous le nom de Farnair Switzerland SA. Rachetée le 19 octobre 2014 par le groupe concurrent irlandais ASL Aviation, Farnair Switzerland changeait de nom le 4 juin 2015 pour devenir ASL Airlines Switzerland.
Le 2 juillet 2021, Corendon Airlines crée sa 6e base, avec une quinzaine de destinations proposées. Il s'agit d'un Boeing 737. Cette base est fermée fin 2022 déjà.
En 2021 également, Helvetic Airways prévoyait de stationner 2 avions à l'aéroport. Projet avorté avant même d'être mis en œuvre.

## Compagnies aériennes et destinations
| Compagnies                     | Destinations |
| ------------------------------ | --- |
| Air Algérie                    | Constantine-Mohamed-Boudiaf, Alger-Houari-Boumédiène |
| Air Arabia Maroc               | Casablanca-Mohammed-V, Rabat-Salé |
| Air Cairo                      | Hurghada |
| Air France                     | Paris-Charles de Gaulle |
| Air Transat                    | En saison : Montréal (P.-E.-Trudeau) |
| AJet                           | Istanbul-S. Gökçen |
| Austrian Airlines              | Vienne-Schwechat |
| British Airways                | Londres-Heathrow |
| Condor                         | En saison : Palma de Majorque |
| Corendon Airlines              | Antalya |
| Cyprus Airways                 | En saison : Larnaca |
| EasyJet et EasyJet Switzerland | - Alicante-Elche, - Amsterdam, - Athènes E.-Venizélos, - Barcelone-El Prat, - Berlin-Brandebourg, - Bordeaux-Mérignac, - Brindisi Papola/Casale, - Bristol, - Budapest-Ferenc Liszt, - Catane-Fontanarossa, - Copenhague-Kastrup, - Édimbourg, - Faro, - Fuerteventura, - Hambourg-H.-Schmidt, - Lanzarote-Arrecife, - Las Palmas/Gran Canaria, - Lisbonne-H. Delgado, - Londres-Gatwick, - Londres-Luton, - Madrid-Barajas, - Malaga-Costa del Sol, - Manchester, - Marrakech-Ménara, - Marseille-Provence, - Montpellier-Méditerranée, - Nantes-Atlantique, - Naples-Capodichino, - Nice-Côte d'Azur, - Palma de Majorque, - Porto-F. Sá-Carneiro, - Prague-Václav-Havel, - Priština, - Rome Léonard-de-Vinci/Fiumicino, - Saint-Jacques-de-Compostelle, - Séville-San Pablo, - Tel Aviv - Ben Gourion, - Ténériffe-Sud Reine Sofia, - Toulouse-Blagnac, - Valence En saison : - Agadir-Al Massira, - Ajaccio-Napoléon-Bonaparte, - Antalya, - Bari-Karol Wojtyła, - Bastia-Poretta, - Biarritz-Pays Basque, - Bilbao, - Cagliari, - Calvi Sainte-Catherine, - Cracovie-Jean-Paul II, - Dubrovnik, - Enfidha-Hammamet, - Figari Sud Corse, - Héraklion-N. Kazantzákis, - Hurghada, - Ibiza, - La Canée I.-Daskaloyánnis, - Lamezia Terme, - Larnaca, - Madère-C. Ronaldo, - Malte, - Minorque-Mahón, - Mykonos, - Olbia-Costa Smeralda, - Palerme Falcone-Borsellino, - Pula, - Rhodes-Diagoras, - Rijeka, - Salerne-Côte amalfitaine, - Split, - Thessalonique-Makedonía, - Venise - Marco Polo, - Zadar |
| Eurowings                      | En saison : Palma de Majorque |
| flydubai                       | Dubaï |
| KLM                            | Amsterdam |
| Lufthansa                      | Francfort, Munich-F. J. Strauß |
| Norwegian Air Shuttle          | En saison : Copenhague-Kastrup, Oslo-Gardermoen |
| Nouvelair                      | Tunis-Carthage En saison : Djerba-Zarzis |
| Pegasus Airlines               | Istanbul-S. Gökçen En saison : Izmir-A. Menderes |
| Ryanair                        | Dublin, Londres-Stansted, Zagreb-Pleso |
| Southwind Airlines             | En saison charter : Antalya |
| SunExpress                     | Antalya En saison : Gaziantep-Oğuzeli, Izmir-A. Menderes, Kayseri-Erkilet |
| Enter Air                      | Fuerteventura, Priština En saison : Héraklion-N. Kazantzákis, Kos, Rhodes-Diagoras |
| Turkish Airlines               | Istanbul En saison : Gaziantep-Oğuzeli |
| Vueling                        | Barcelone-El Prat |
| Wizz Air                       | - Banja Luka, - Bari-Karol Wojtyła, - Belgrade-Nikola-Tesla, - Bucarest-H. Coandă, - Budapest-Ferenc Liszt, - Cluj-Napoca, - Iași, - Niš Constantin-le-Grand, - Priština, - Rome Léonard-de-Vinci/Fiumicino, - Skopje, - Sofia-Vrajdebna, - Tirana-Mère-Teresa, - Tuzla, - Varsovie-Chopin |

Actualisé le 31/03/2024.
Au total, le nombre de destinations s'élève à :
| Année | Nombre de destinations | Nombre de compagnies |
| ----- | ---------------------- | -------------------- |
| 2025  | 100                    | 30                   |
| 2024, | 103                    | 30                   |
| 2023  | 100                    | 29                   |
| 2022  | 90                     | 25                   |
| 2021  | 96                     | 26                   |
| 2020  | 80                     | 13                   |
| 2019  | 121                    | 25                   |
| 2018  | 123                    | 20                   |
| 2017  | 90                     | 20                   |

## Fret
En dehors des liaisons passagers, on dénombre aussi des liaisons régulières pour le fret. En 2016, environ 100 000 tonnes par an sont transportés actuellement au départ ou à l'arrivée de l'aéroport, à 99 % par des compagnies opérant sous droits de trafic suisses. Depuis 2007 cette activité a connu une stagnation, contrairement au trafic passager. Parmi les sociétés présentes dans la gare de fret de l'aéroport, on trouve notamment DHL, FedEx, UPS, TNT, Air France Cargo ou bien encore Swissport.
| Compagnies                                                | Destinations                                      |
| --------------------------------------------------------- | ------------------------------------------------- |
| ASL Airlines Belgium (anciennement TNT)                   | Liège (hub européen), Genève                      |
| DHL / sa filiale European Air Transport                   | Bruxelles, Cologne/Bonn, Leipzig (hubs européens) |
| FedEx                                                     | Liège (hub européen), Paris, Genève               |
| Qatar Airways                                             | Doha                                              |
| Solinair (en) (pour le compte de DHL)                     | Leipzig (hub)                                     |
| Sprintair (pour le compte de UPS et ASL Airlines Belgium) | Cologne/Bonn, Genève                              |
| Turkish Airlines                                          | Istanbul                                          |
| UPS                                                       | Liège (hub européen), Paris                       |
| Zimex Aviation                                            | Cologne/Bonn, Pristina, Sarajevo                  |

Édité le 01/07/2021

## Intermodalité et accès

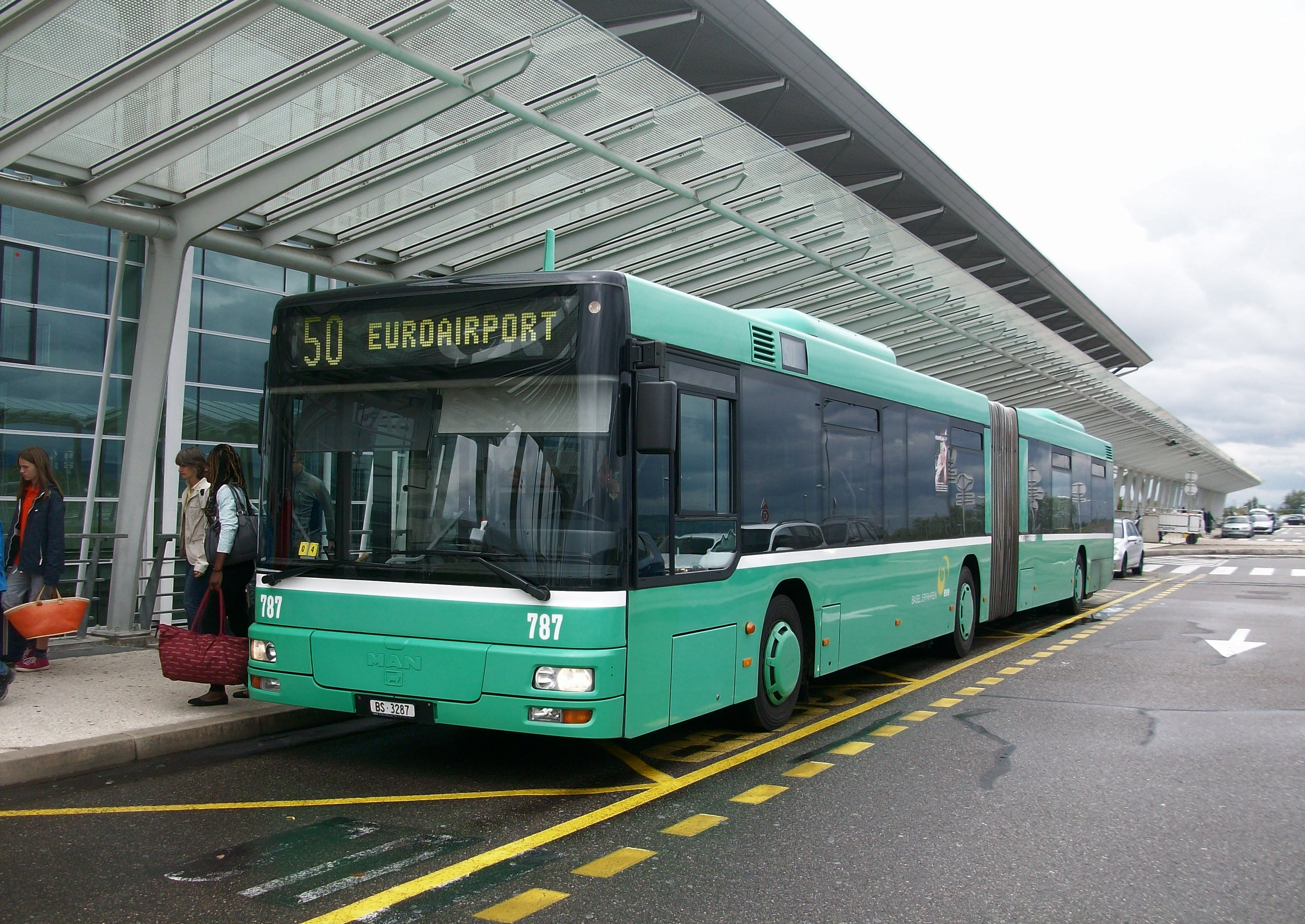
Ligne 50 BVB vers Bâle.
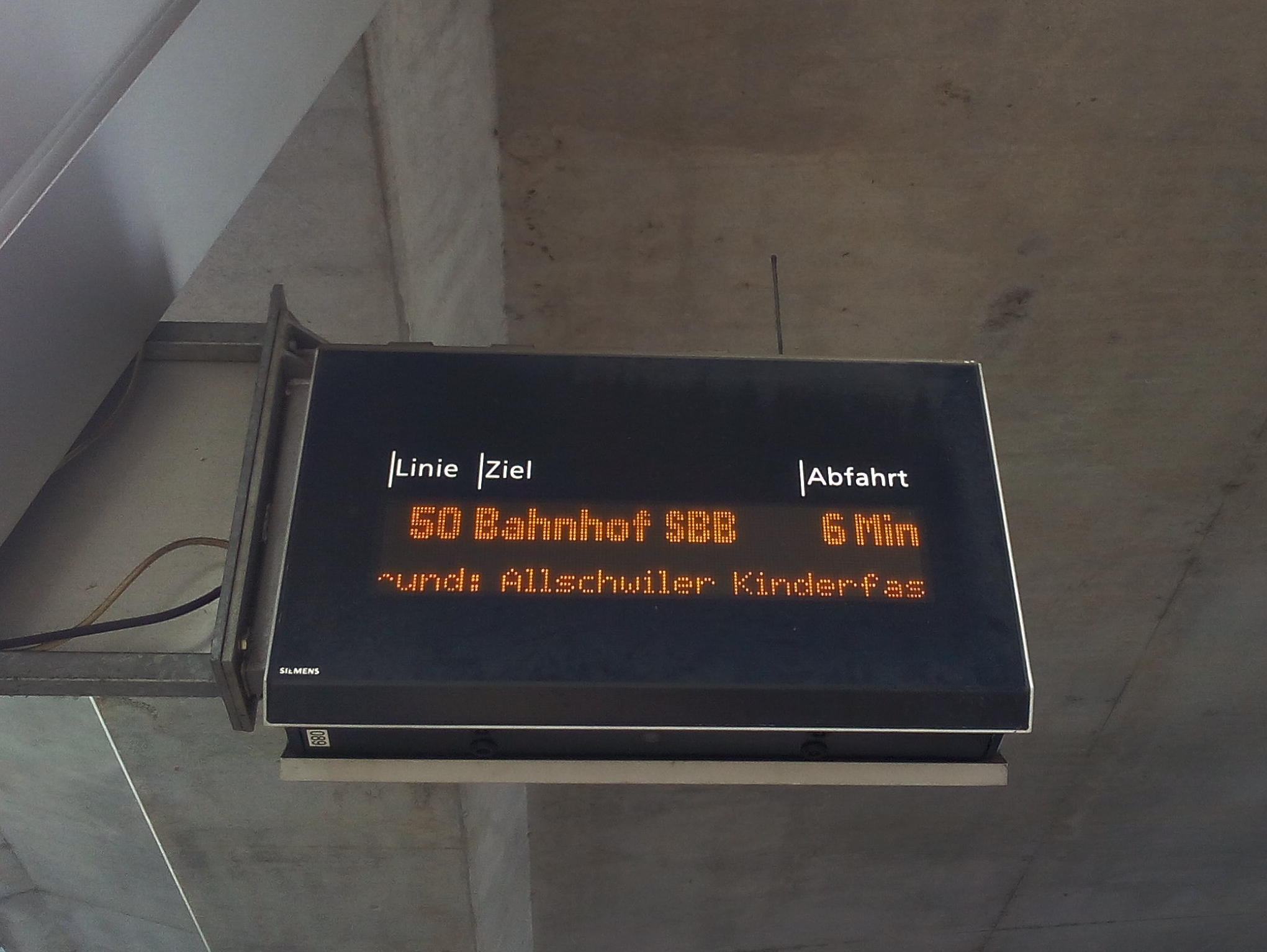
Ligne 50 BVB vers Bâle.
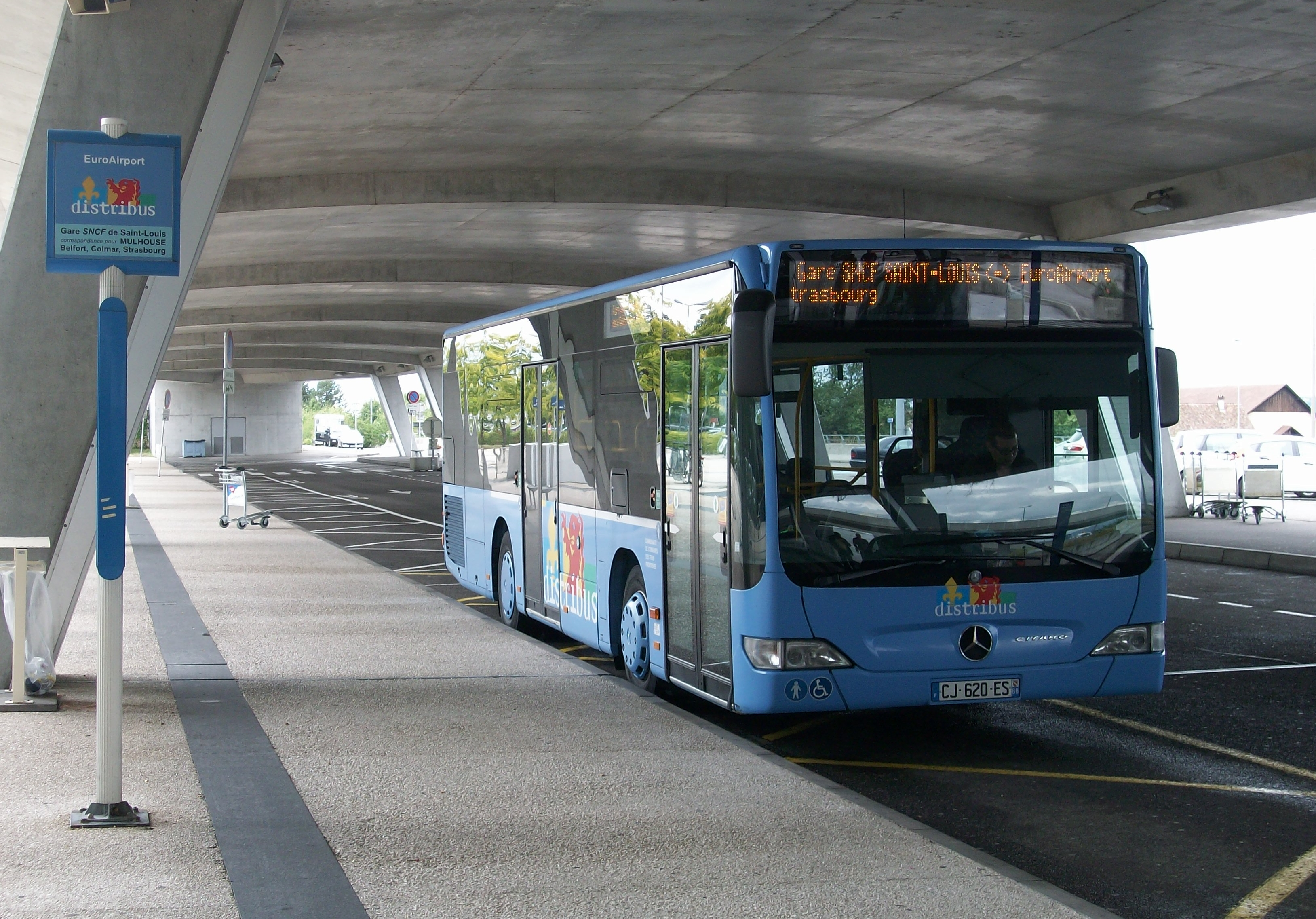
Ligne 11 Distribus vers la gare de Saint-Louis.
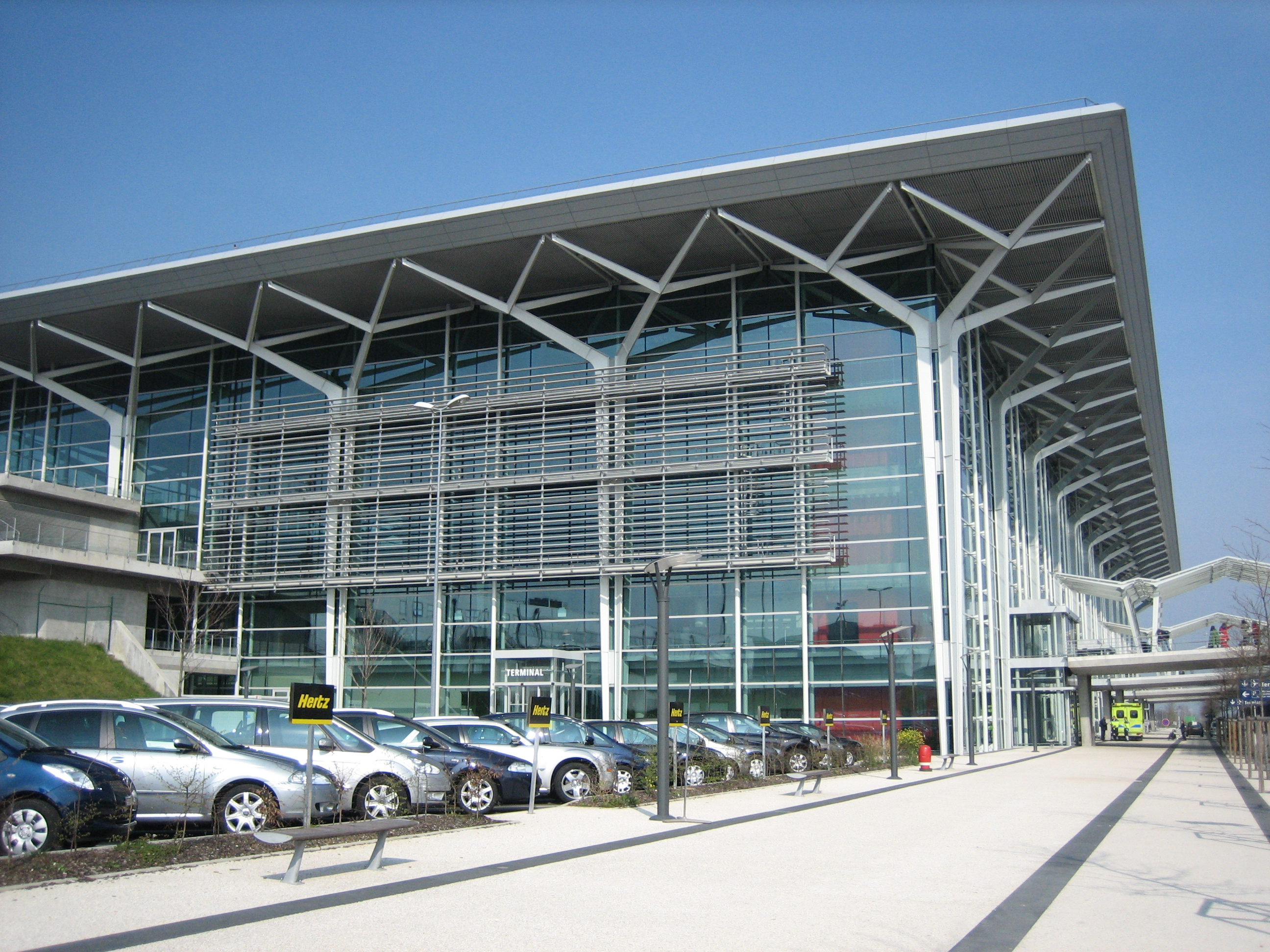
Location de voiture.

### Accès par transports en commun

#### Bus
Il existe des lignes d'autobus suisses (BVB, ligne 50), françaises (Distribus, ligne 11) et allemandes (RVL, ligne 220) qui desservent l'aéroport. Ces lignes effectuent notamment la liaison avec les gares de Bâle CFF / Bâle SNCF, de Saint-Louis, de Haltingen (accès à la Rheintalbahn) et de Lörrach (accès à la Wiesentalbahn).

#### Bus longues distances
L'Airport Bus relie l'EuroAirport à la gare centrale d'omnibus de Fribourg-en-Brisgau. Depuis juin 2016, FlixBus effectue un arrêt à l'Euroairport sur la ligne Zurich - Strasbourg - Francfort/Main.

#### Tramway
Il est projeté qu'une ou deux lignes du tramway de Bâle  (ligne 3 et ligne 11) puissent relier l'aéroport à Bâle via Saint-Louis à l'horizon 2030,. Pour l'instant la ligne 3 s'arrête à la gare de Saint-Louis, d'où la navette dessert l'aéroport.

### Accès routier

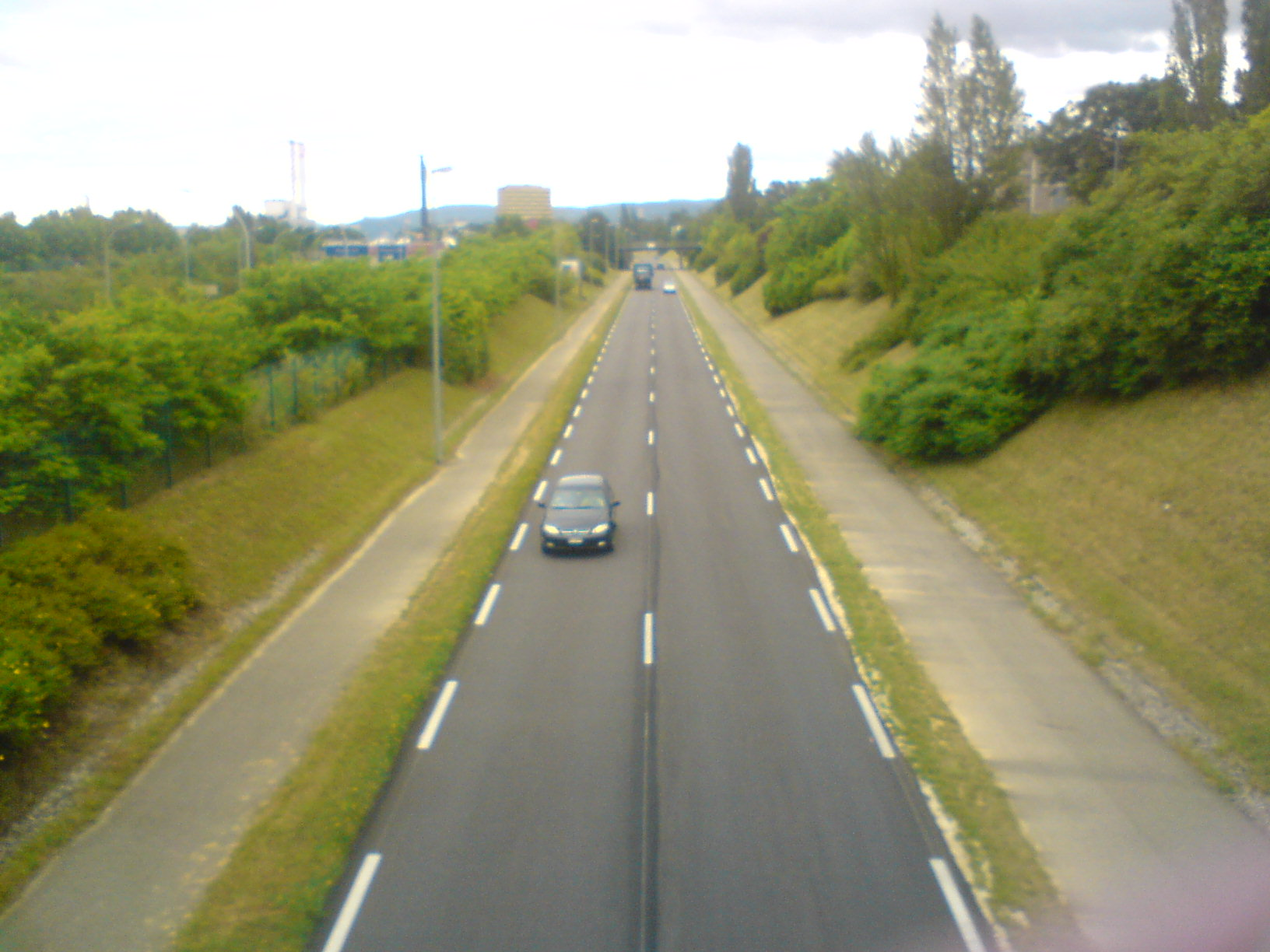
La route douanière.

- L'autoroute A35, qui relie Strasbourg à Bâle, possède une sortie (sortie 36) donnant directement accès à l'aéroport.
- Une route douanière parallèle à l'autoroute relie Bâle au secteur suisse de l'aéroport. Elle est totalement inaccessible et séparée du territoire douanier français. Aucun contrôle de police ni de douane n'est effectué à la frontière franco-suisse sur la route donnant accès à l'aéroport. Un contrôle peut être effectué par les autorités des deux pays si des circonstances spéciales le justifient[85].
- Une route (voire autoroute) devant relier la Bundesautobahn 5 allemande (en français : Autoroute fédérale 5) à l'autoroute A35 française est en projet. Normalement, la connexion devrait simplifier l'accès des automobilistes car la sortie actuelle pour l'aéroport serait directement raccordée à la bifurcation autoroutière allemande A5/A98. Cependant, Saint-Louis (ville où se situerait ce raccordement) préfère une route un peu plus au nord.

### Accès ferroviaire
Les dessertes ferroviaires de l'aéroport sont indirectes, effectuées notamment par l'intermédiaire de la gare de Saint-Louis, où l'on trouve une correspondance routière pour atteindre l'aéroport.

#### Projet de raccordement

Projet de liaison ferroviaire vers l'EuroAirport.

Un raccordement est prévu pour relier l'aéroport à l'actuelle ligne Strasbourg - Bâle. La mise en service de cette nouvelle ligne d'environ 6 km est prévue à l'horizon 2034/2035 (en 2017 la prévision était pour 2028). Les études ont lieu jusqu'en 2013 sous la tutelle de Réseau ferré de France (aujourd'hui SNCF Réseau). La gare, dotée de quais de 330 mètres de longueur, sera prévue pour pouvoir accueillir des TGV mais uniquement en unité simple bien que les TGV et train de fret continueront de passer sur l'ancienne ligne. En effet, la desserte en TGV de la gare impliquerait une importante refonte des horaires de la ligne Paris-Bâle, ce qui serait difficile compte tenu de l'importance des gares terminus. La correspondance vers des TGV sera assurée à Mulhouse. La gare initialement desservie par deux trains régionaux par heure et par sens en heure creuse et jusqu'à quatre trains par heure et par sens en heure pleine aura finalement une desserte cadencée (comme sur le réseau ferré suisse) entre 5 h et 23 h à la suite d'une déclaration d'intention le 15 décembre 2017 entre la région Grand Est et les cantons de Bâle-Campagne, Bâle-Ville et Soleure, :
- vers Mulhouse en S2 Trireno : 2 trains par heure aux minutes 18 et 48 ;
- vers Liestal (via Bâle CFF) en S2 Trireno : 2 trains par heure aux minutes 10 et 40 ;
- vers Strasbourg (via Mulhouse) en TER 200 : 2 trains par heure aux minutes 00 et 30 ;
- vers Bâle CFF en TER 200 : 2 trains par heure aux minutes 00 et 30 ;
- vers Laufon (Laufen) (via Bâle CFF) en S4 Trireno : 2 trains par heure aux minutes 21 et 51. Cette gare sera le terminus de la ligne.

Le rapport dit « Duron » publié début 2018 estime que le projet n'est pas prioritaire. Par conséquent plusieurs élus alsaciens se mobilisent pour que l’État français finance malgré tout une partie du projet (50 à 70 millions d'euros sur les 250 millions nécessaires). La Suisse a en effet déjà prévu d’inscrire sa participation financière dans un programme d’aménagement de l’infrastructure ferroviaire qui a été adoptée par l'Assemblée fédérale en juin 2019. L'Union européenne devrait également financer environ 20 % du projet soit 50 millions d'euros. Les travaux pourrait débuter en 2026 pour une mise en service prévue en 2030. En 2021, le projet est évalué à 338 millions d'euros. En 2022, le projet est déclaré d'utilité publique.
Dans un premier temps donc, les lignes S2 (Euroairport - Laufen) et S4 (Mulhouse - Liestal) du RER de Bâle et la ligne Strasbourg-Bâle devraient relier la plateforme aéroportuaire d'ici la fin des années 2020. Par la suite, des liaisons en direction de l'Allemagne seront proposées.
En 2024, la date de la réalisation complète du projet est évalué à 2034/2035,.

## Accidents
C'est depuis l'ancienne piste 16 (actuellement piste 15) qu'a décollé le 26 juin 1988 l'Airbus A320 ayant assuré le vol AF296 qui s'est écrasé à Habsheim.
Le 15 mai 2003, un petit avion de tourisme de type Piper PA-34 sort de la piste 15 au décollage. Aucun mort ou blessé n'est à déplorer.
Le 28 janvier 2004, un Embraer 145 opérant le vol AF5416 en provenance de Lyon sort de la piste 15 à l'atterrissage. Aucun des 22 passagers et des trois membres d'équipage n'est blessé.
Le 25 juillet 2006, un Piper PA-34 perd sa roulette de nez à l'atterrissage. Le pilote n'est pas blessé, et l'avion est évacué à temps pour la reprise du trafic.
Le 23 juillet 2007, un avion monomoteur « Express » de construction personnelle (classe Expérimental) immatriculé en Suisse s'est écrasé quelques secondes après son décollage, après avoir touché un immeuble dont le toit a pris feu (Roggenburgstrasse, Bâle). Ce vol avait été programmé pour célébrer le 80e anniversaire de la traversée de l'Atlantique en 1927 par Charles Lindbergh. Le pilote est mort et, sur les lieux de l'accident, trois autres personnes ont été légèrement blessées.
Le 7 décembre 2016, un avion de tourisme, un bimoteur Piper PA-34, s'est écrasé en bout de piste 15, en tentant d'atterrir avec un épais brouillard. L'appareil s'est alors embrasé, provoquant le décès du pilote.

## Impact économique et environnemental

### Aspect économique

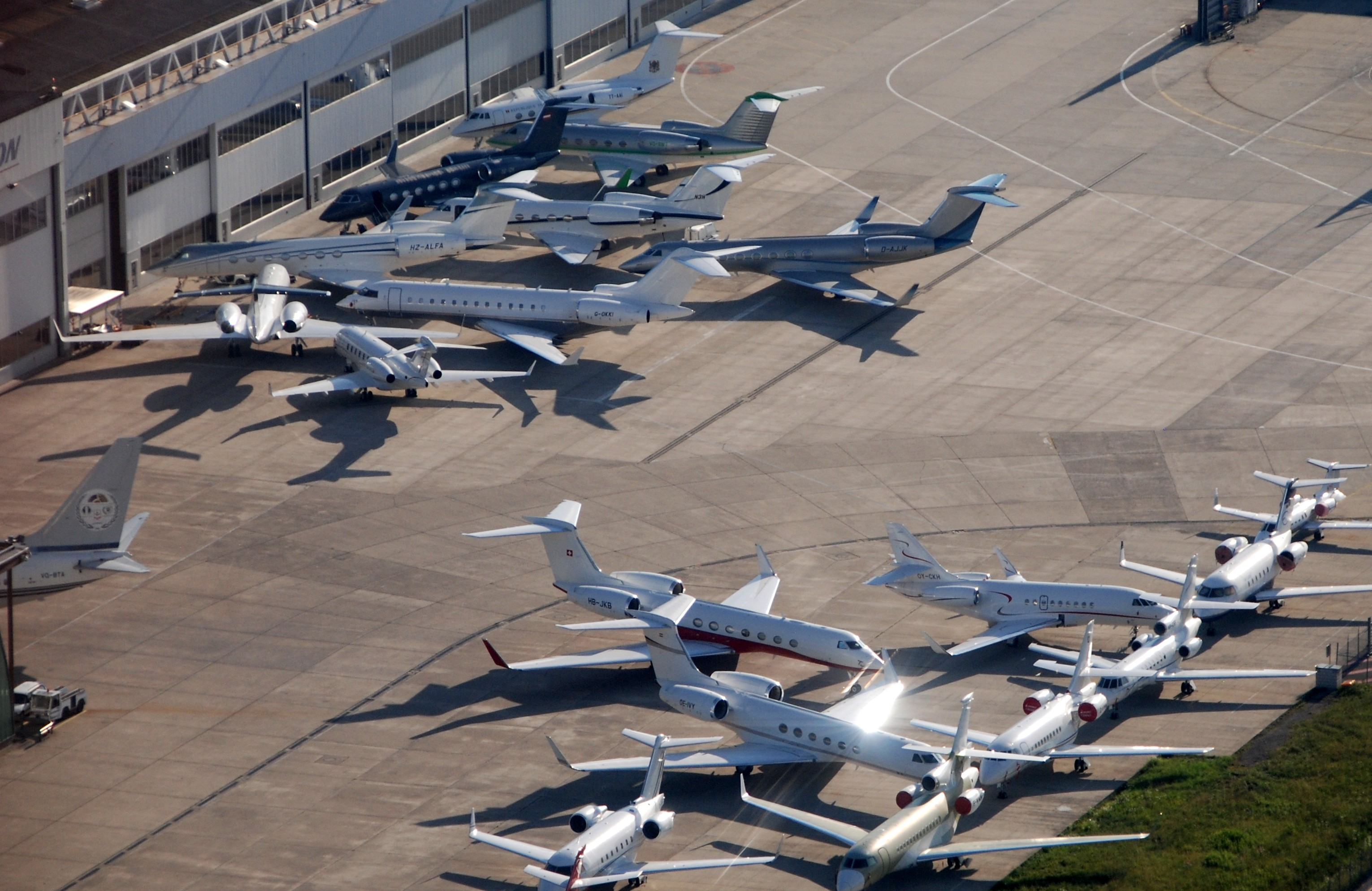
Aire de stationnement au niveau des entreprises d'entretien des avions privés.

EuroAirport est l’un des  principaux sites de maintenance aéronautique d’avions privés au monde. Le chiffre d'affaires de l'aéroport est en 2016 de 136,6 millions d'euros, il était de 86 mililions en 2007 et 2016. En 2014, 80 % du chiffre d'affaires de l'aéroport est généré par des sociétés suisses.
L'aéroport de Bâle-Mulhouse emploie 360 salariés en 2016.
Les 126 entreprises présentes  dans l'enceinte de l'aéroport en 2016, pour les trois quarts d'entre elles dans le secteur suisse, représentent un volume de ventes directes de 1,6 milliard d'euros (29 % sont des prestataires de service, 25 % des entreprises de fret et 5 % des compagnies aériennes). Leur activité induit 6 400 emplois directs sur la plateforme et autant d'emplois indirects.
Outre l'aéroport lui-même et les compagnies aériennes, on trouve parmi les gros employeurs du site Jet Aviation, Lufthansa Technik (en) jusqu'en 2013, AMAC Aerospace, Nomad et Air Service Basel (implanté sur la plateforme spécialement pour la maintenance de l'Airbus A380), avec au total plus de 2 000 collaborateurs.

### Aspect environnemental

#### Nuisances sonores
L'Adra, Association de défense des riverains de l'aéroport, agit pour obtenir des réductions des nuisances sonores. Un Plan de prévention du bruit dans l'environnement de l'aéroport de Bâle-Mulhouse est établi pour la période 2018-2022.
En vue de réduire les nuisances autour de l'aéroport, des restrictions sont apportées au trafic par arrêté de 2020 du secrétaire d'État auprès de la ministre de la transition écologique et solidaire, chargé des transports : 
- aucun vol commercial ne peut atterrir entre 0 h et 5 h ni quitter le point de stationnement, en vue d'un décollage, entre 0 h et 6 h ;
- aucun vol d'aviation générale ne peut atterrir entre 22 h et 6 h ni quitter, en vue d'un décollage, le point de stationnement, entre 22 h et 6 h ;
- les vols d'entraînement sont interdits les jours fériés français et suisses et en dehors des périodes du lundi au vendredi, entre 8 h et 20 h et le samedi, entre 8 h et 12 h ;
- entre 22 h et 6 h, aucun essai de moteurs ne peut être effectué du lundi au samedi et toute la journée le dimanche, sauf lorsqu'ils sont exécutés avec un réducteur de bruit.